# Dovania
Dovania é um gênero de mariposa pertencente à família Bombycidae.

https://photos.app.goo.gl/saMY6L3QX34BvqZL8